# Bank of New York Mellon
The Bank of New York Mellon Corporation (BNY Mellon) ist ein weltweit tätiger Finanzdienstleister, der am 1. Juli 2007 aus der Bank of New York und der Mellon Financial Corporation entstand. Das Unternehmen beschäftigt rund 49.100 Mitarbeiter, verwaltet ein Vermögen von mehr als 1,4 Billionen US-Dollar und betreut mehr als 26,7 Billionen US-Dollar.
BNY Mellon bietet sowohl Investment Management (Vermögensverwaltung) für vorwiegend institutionelle Kunden wie Pensionsfonds als auch Investment Services, wie etwa Depotbanking, Zahlungsabwicklung und zahlreiche weitere Dienste für andere Finanzinstitutionen an.
Die Bank ist eine der 30 Großbanken, die vom Financial Stability Board (FSB) als „systemically important financial institution“ (systemisch bedeutsames Finanzinstitut) eingestuft wurden. Sie unterliegt damit einer besonderen Überwachung und strengeren Anforderungen an die Ausstattung mit Eigenkapital.

## Geschichte

### Bank of New York
Die Bank of New York wurde 1784 von Alexander Hamilton gegründet und ist damit die älteste Bank der Vereinigten Staaten. Sie eröffnete ihr Geschäft am 9. Juni 1784 im Walton House in Manhattan. 1792 wurde sie als erstes Unternehmen an der New Yorker Börse gehandelt. 1922 fusionierte sie mit der New York Life Insurance & Trust Company.
Größere Übernahmen:
- 1948 The Fifth Avenue Bank
- 1966 Empire Trust Company
- 1988 Irving Bank Corporation, Verlagerung des Sitzes in die One Wall Street, heute ein luxuriöses Wohngebäude.
- in den 1990ern: National Community Banks und Putnam Trust Company
- 2003 Pershing LLC
- in den 2000ern: insgesamt 80 weitere Übernahmen.

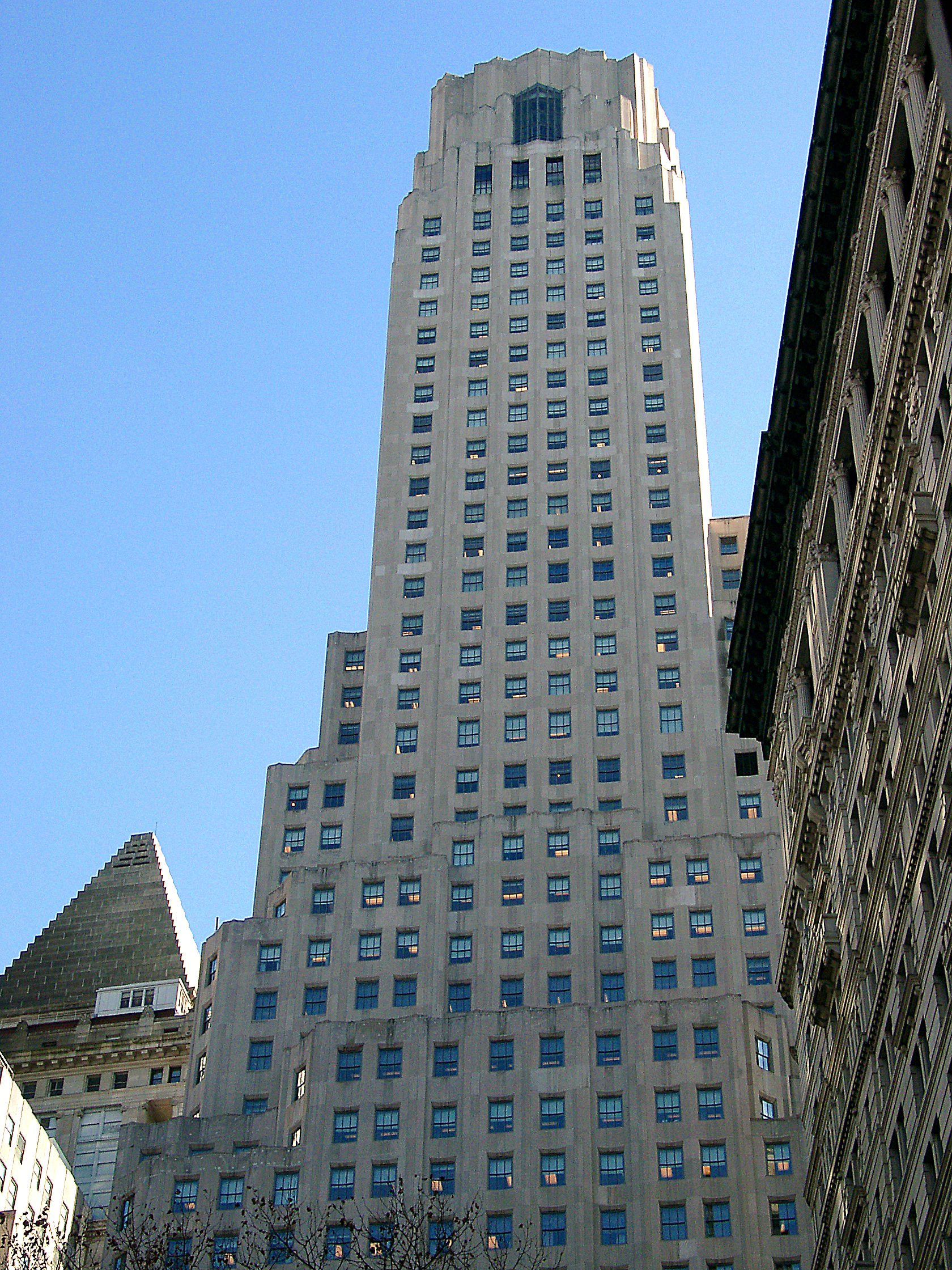
Konzernzentrale bis 2014, 1 Wall Street in New York.

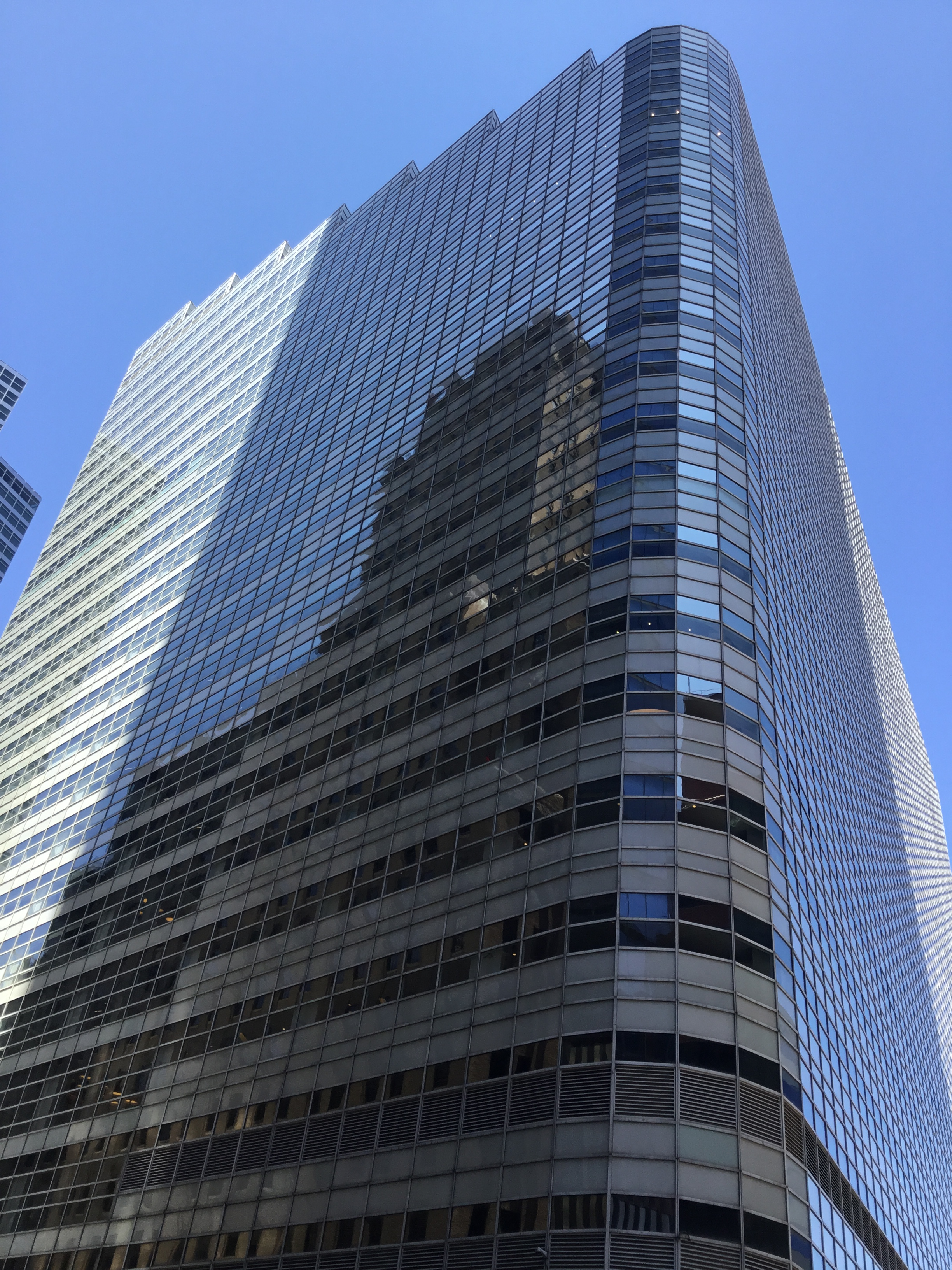
Hauptquartier seit 2018, 240 Greenwich Street

### Mellon Financial
T. Mellon & Son’s Bank, wie Mellon Financial ursprünglich hieß, wurde 1869 in Pittsburgh vom früheren Richter Thomas Mellon und seinen Söhnen Andrew W. Mellon und Richard B. Mellon gegründet. 1886 übergab Thomas Mellon die Führung des Unternehmens an Andrew. Dieser verließ das Unternehmen 1920, um unter drei Präsidenten und während der Weltwirtschaftskrise als Finanzminister zu dienen. Ab 1902 firmierte die Bank als Mellon National Bank. Die Firma fusionierte 1946 mit der ebenfalls von Andrew Mellon gegründeten Union Trust Company zur Mellon National Bank and Trust Company mit einem Vermögen von mehr als einer Milliarde US-Dollar.
Im Dezember 2006 wurde bekanntgegeben, dass die Bank of New York Company, Inc. und das Unternehmen Mellon Financial Corporation zur Bank of New York Mellon Corporation fusionieren werden.

### Sonstiges
Im Bereich Asset Management trat die Bank of New York Mellon in Deutschland zuletzt zusammen mit der WestLB im Rahmen eines 2006 gegründeten Joint Ventures unter Gleichen unter dem Namen WestLB Mellon Asset Management auf. Im Zuge der Zerschlagung der WestLB erwarb BNY Mellon auch die zweite Hälfte des Unternehmens. Die Tochter wurde nun in Meriten Investment Management umbenannt.
Im Bereich Asset-Servicing übernahm BNY Mellon 2010 ihren bisherigen Partner in Deutschland, die BHF Asset Servicing. Die neue Tochter firmiert seit 1. Juni 2011 nach der Fusion mit der Belgischen Bank unter dem Namen The Bank of New York Mellon SA/NV. Die Bank ist im Prozess, der im September 2019 in Bonn begann, angeklagt, sich mit Cum-Ex-Geschäften unrechtmäßig nie gezahlte Steuern erstattet lassen zu haben.

## Beteiligungen
BNY Mellon verwahrt als Kreditinstitut unter anderem 26,955 % der ADRs des russischen Großkonzerns Gazprom.